# Uncompahgre River
Der Uncompahgre River ist ein 121 km langer Nebenfluss des Gunnison River im Südwesten des US-Bundesstaates Colorado. Er entspringt dem Lake Como (3723 m), einem kleinen Bergsee im Uncompahgre National Forest im Norden des San Juan Countys. Er fließt nordwestlich durch die Bergdörfer Ouray, Ridgway, Montrose, Olathe und mündet im Confluence Park bei Delta in den Gunnison. 
Der Fluss bildete in den Jahren die zwei Schluchten Poughkeepsie Gulch und Uncompahgre Gorge. Am Fluss gibt es zwei Talsperren: ein kleiner Staudamm in der Uncompahgre Gulch und ein weiterer Staudamm namens Ridgway Dam, der das Ridgway Reservoir staut. Der Name stammt vom Volk der Ute und bedeutet so viel wie „schmutziges Wasser“, „Roter See“  oder „Rotwasserquelle“.